# WAI
Ініціати́ва полі́пшення Вебдо́ступу (англ. Web Accessibility Initiative, WAI) — спроба Консорціуму World Wide Web (W3C) поліпшити доступність Всесвітньої павутини (WWW або Web) для людей з обмеженими можливостями. Люди з обмеженими можливостями можуть зіткнутися з труднощами при використанні комп'ютерів та Інтернету. Вони вимагають нестандартних пристроїв і браузерів, які роблять вебсайти більш доступними завдяки ширшому спектру користувальницьких агентів і пристроїв, зокрема мобільних пристроїв.
W3C має кілька робочих груп, які розробляють супровідні документи, технічні звіти, навчальні матеріали та інші документи, пов'язані з різними аспектами вебдоступності. Ці компоненти включають вебсторінки, веббраузери і медіаплеєри, засоби розробки та інструменти оцінки.

## ATAG
Розроблений Робочої групою ATAG (Authoring Tool Accessibility Guidelines) інструмент розробки, ATAG 1.0 став Рекомендацією W3C 3 лютого 2000. ATAG являє собою набір керівних принципів для розробників будь-якого виду інструменту розробки для вебсайту: прості редактори HTML, інструменти, які експортують контент для використання в Інтернеті (наприклад, текстові процесори, які можуть конвертувати текст в HTML), інструменти, які виробляють мультимедіа, системи управління контентом, і так далі.